# بنجامین رایش
بنجامین رایش (انگلیسی: Benjamin Reichert؛ زادهٔ ۱۷ مهٔ ۱۹۸۳) بازیکن فوتبال اهل آلمان است.